# Jan Švankmajer
Jan Švankmajer (Praga, Txecoslovàquia, 4 de setembre de 1934) és un artista i creador cinematogràfic txec, de temàtica principalment surrealista. És conegut sobretot pel seu treball creatiu en el camp de l'animació, on barreja diferents tècniques, com l'stop-motion i el live-action, per crear obres inquietants i suggestives que poden ser interpretades de diferents formes.

## Vida i obra
Jan Švankmajer va néixer a Praga. D'ascendència bohèmia germànica, encara que ha adquirit la nacionalitat txeca, fou educat en la fèrtil tradició del teatre txec de titelles, estudià a la Universitat d'Arts Aplicades de Praga i més tard al Departament de Titelles a la Acadèmia de Praga de les Arts Escèniques. Contribuí al film Doktor Faust de 1958 d'Emil Radok i continuà treballant per al Semafor Theatre de Praga on va fundar el Teatre de Màscares. Més tard es traslladà al teatre multimèdia Laterna Magika, on va renovar la seva associació amb Radok. Aquesta experiència al món del teatre es veu reflectida a al seu primer film, El darrer truc estrenat l'any 1964. Sota la influència del teòric Vratislav Effenberger, Švankmajer va canviar el manierisme dels seus primers treballs per surrealisme, essent la primera obra dintre d'aquest corrent El jardí de 1968. A continuació es va unir Grup Surrealista Txecoslovac.
És considerat un artista únic, potser el més complet i coherent de la seva generació. Autor de pel·lícules com ara Dimensions del diàleg (1982), Alícia (1988) o Els conspiradors del plaer (1996), la seva obra il·lustra com cap altra la funció terapèutica, transgressora i resistent que va assumir l'art a l'altra banda del Teló d'acer.
La incomunicació, la burocràcia, el sexe, els processos digestius, l'escatologia, el terror, la descomposició, la mort, l'absurd i l'humor negre són alguns dels elements temàtics nuclears de les seves pel·lícules subversives. Però el talent i la importància de Jan Švankmajer, que s'emmarca a si mateix, explícitament, en la tradició del surrealisme, transcendeix la seva dimensió cinematogràfica amb la creació d'una obra plàstica lligada a les seves pel·lícules (i que en molts casos n'és font d'inspiració) i un corpus teòric de textos que revelen la seva veritable grandesa conceptual.
L'obra de Švankmajer constitueix un referent avantguardista de caràcter singular que s'alimenta de nombroses fonts (des de l'hermenèutica fins a André Breton, passant pel simbolisme, o els textos de Sade o Carroll), però que alhora desenvolupa obsessions personals absolutament originals.
Jan Švankmajer ha filmat més de trenta pel·lícules (cinc llargmetratges), la majoria de les quals d'animació. La seva obra ha gaudit d'una gran reputació en l'àmbit cinematogràfic, un reconeixement que els darrers anys s'està estenent al context de les arts plàstiques amb la multiplicació d'exposicions monogràfiques de la seva obra a museus de tot el món, com ara el Garage Center for Contemporary Culture de Moscou, la House at the Stone Bell de Praga o la Kunsthalle de Viena.
Molts dels seus films, com el curtmetratge El subterrani, són realitzats des de la perspectiva d'un infant, al mateix temps que acostumen a tenir una naturalesa veritablement pertorbadora i agressiva. L'any 1972 les autoritats comunistes van prohibir que fes pel·lícules, i molts dels seus següents títols foren suprimits. Era pràcticament desconegut a Occident fins principis dels anys vuitanta. Escrivint al The New York Times, Andrew Johnston aclamà la capacitat artística de Švankmajer, afirmant: "mentre que en els seus films abunden al·lusions culturals i científiques, el seu inusual imaginari posseeix una accessibilitat que se sent sostinguda en el llenguatge del subconscient, fent les seves obres igual de gratificants tant per als culturalment experimentats com per a aquells que simplement gaudeixen d'estimulació visual".
El seu proper projecte és el film Insectes (Hymz). Té un pressupost de 40 milions CZK i la sortida està prevista per a 2017. La pel·lícula estarà basada en l'obra teatral Imatges de la vida dels insectes de Karel Čapek, el cual és descrit per Švankmajer a continuació: "Aquesta obra de Čapek és molt misantropa, i sempre m'ha agradat - els insectes es comporten com a éssers humans, i la gent com insectes. També em recorda molt a Franz Kafka i la seva famosa Metamorfosi".
L'artista txec també estigué casat amb Eva Švankmajerová, pintora, escriptora i ceramista de caràcter surrealista amb cert reconeixement mundial. Col·laboradora del seu marit en moltes de les seves obres, l'artista morí l'octubre de 2005. Amb ella, també va crear un gabinet de curiositats en un castell del segle xviii del qual és propietari situat a Horní Stankov. I és que els gabinets de curiositats són fonamentals per entendre l'obra surrealista de Švankmajer.

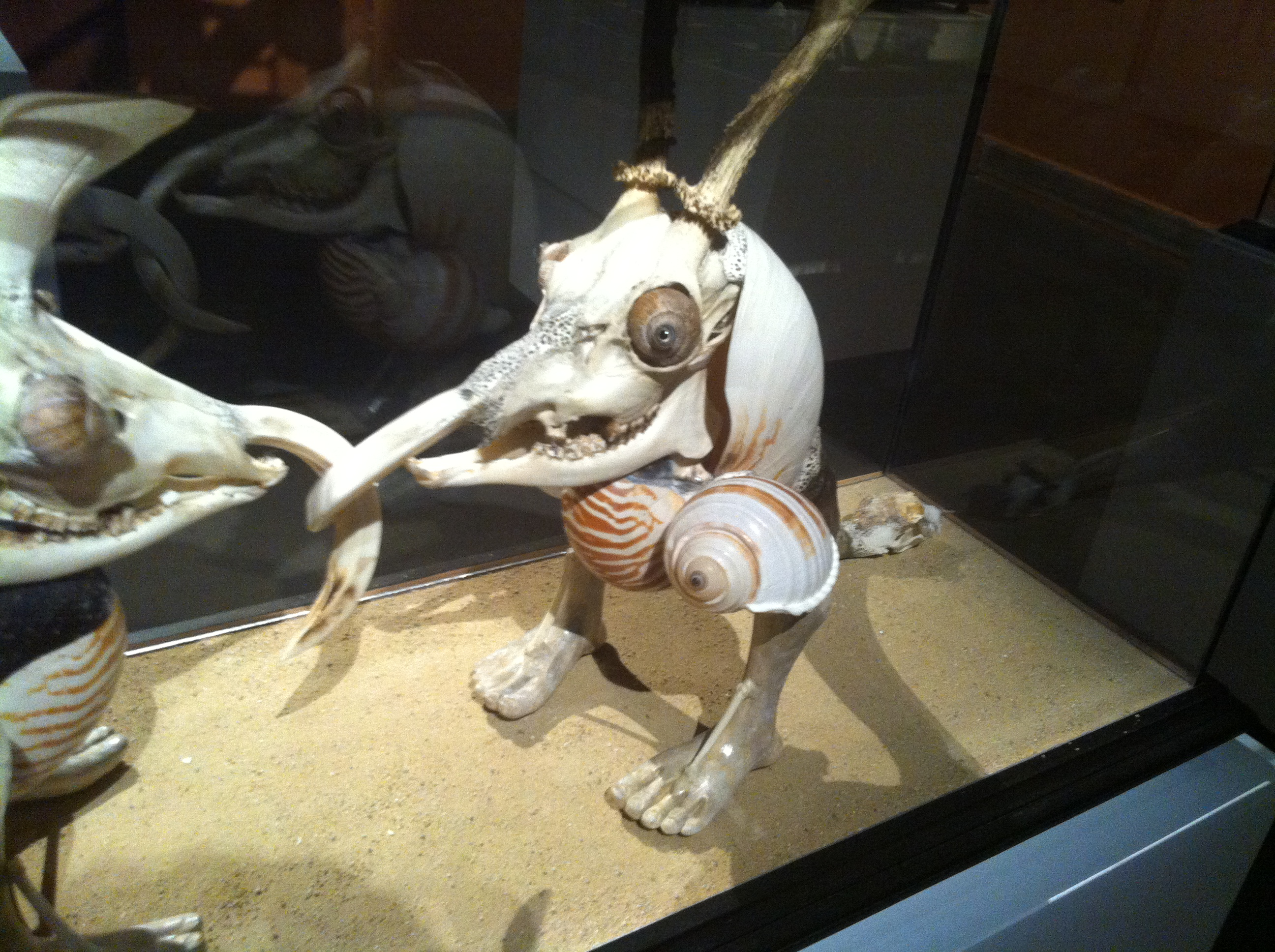
Peça exposada al CCCB en l'exposició dedicada a Švankmajer - 2014

Una part d'aquesta col·lecció que intenta fer perdurar la tradició gairebé extinta dels gabinets de curiositats, explorant un món màgic confrontat amb la visió racional imperant del nostre segle, es va poder veure a l'exposició Metamorfosis que va tenir lloc tant a Madrid (La Casa Encendida) com a Barcelona (CCCB). L'exposició recollia l'obra de Švankmajer i exposava objectes exòtics, esotèrics, collages biològics o peces eròtic-grotesques molt extravagants. L'exposició també recollia, les obres d'altres artistes de l'animació poètica i alhora grotesca, com el pioner, Vladislav Starevich i els contemporanis Germans Quay, els qui li van dedicar un curtmetratge, The Cabinet of Jan Švankmajer (1984).

## Filmografia

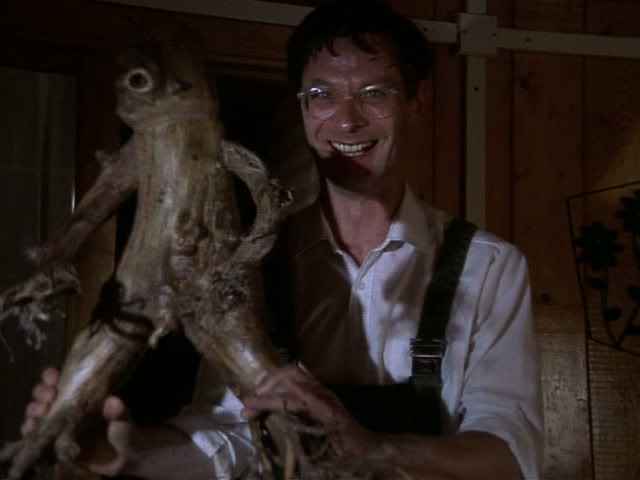
El Petit Otik (200)

### Llargmetratges
| Any  | Títol en català                         | Títol original    | Adaptat de... |
| ---- | --------------------------------------- | ----------------- | --- |
| 1988 | Alícia                                  | Něco z Alenky     | Alícia en terra de meravelles de Lewis Carroll                                                                                   |
| 1994 | Faust                                   | Lekce Faust       | La llegenda de Faust (inclosa la versió tradicional de les marionetes txeques), Doctor Faustus de Marlowe, i el Faust de Goethe. |
| 1996 | Conspiradors del plaer                  | Spiklenci slasti  | Original |
| 2000 | El petit Otik                           | Otesánek          | Otesánek de Karel Jaromír Erben                                                                                                  |
| 2005 |                                         | Šílení            | "El sistema del doctor Tarr i el professor Fetjer" i "L'enterrament prematur" d'Edgar Allan Poe                                  |
| 2010 | Sobreviure a la vida, teoria i pràctica | Přežít svůj život | Original |
| 2015 | Insectes                                | Hmyz              | Imatges de la vida dels insectes de Karel Čapek i Josef Čapek                                                                    |

### Curtmetratges
| Any     | Títol en català                                       | Títol original                                          | Notes |
| ------- | ----------------------------------------------------- | ------------------------------------------------------- | --- |
| 1964    | El darrer truc del Sr. Schwarcewallde i del Sr. Edgar | Poslední trik pana Schwarcewalldea a pana Edgara        | |
| 1965    | Johann Sebastian Bach: Fantasia en G menor            | Johann Sebastian Bach: Fantasia G-moll                  | |
| 1965    | Joc de pedres                                         | Spiel mit Steinen                                       | |
| 1966    |                                                       | Rakvičkárna                                             | També coneguda com La fàbrica de taüts and La casa Lych                                                        |
| 1966    |                                                       | Et Cetera                                               | |
| 1967    |                                                       | Historia Naturae (Suita)                                | |
| 1968    | El Jardí                                              | Zahrada                                                 | |
| 1968    | L'apartament                                          | Byt                                                     | |
| 1968    | Picnic amb Weissmann                                  | Picknick mit Weissmann                                  | |
| 1969    | Una semana tranquil·la a casa                         | Tichý týden v domě                                      | |
| 1970    | Don Joan                                              | Don Šajn                                                | |
| 1970    | L'ossari                                              | Kostnice                                                | About the Sedlec Ossuary                                                                                       |
| 1971    |                                                       | Žvahlav aneb šatičky slaměného Huberta o bé Jabberwocky | Basada en "Jabberwocky" de Lewis Carroll                                                                       |
| 1972    | El diari de Leonardo                                  | Leonardův deník                                         | |
| 1973-79 | El Castell de Otranto                                 | Otrantský zámek                                         | Basat en "El Castell de Otranto" d'Horace Walpole                                                              |
| 1980    | La caiguda de la Casa Usher                           | Zánik domu Usherů                                       | Basat en "La caiguda de la Casa Usher" d'Edgar Allan Poe                                                       |
| 1982    | Dimensions del diàleg / Possibilitats de diàleg       | Možnosti dialogu                                        | |
| 1983    | El subterrani                                         | Do pivnice                                              | |
| 1983    | El pèndol, el pou, l'esperança                        | Kyvadlo, jáma a naděje                                  | Basat en "The Pit and the Pendulum" d'Edgar Allan Poe i "A Torture by Hope" de Auguste Villiers de L'Isle-Adam |
| 1988    | Jocs virils                                           | Mužné hry                                               | |
| 1988    | Another Kind of Love                                  |                                                         | Vídeo musical per a Hugh Cornwell                                                                              |
| 1988    | Carn enamorada (Meat Love)                            | Zamilované maso                                         | |
| 1989    | Foscor, llum, foscor                                  | Tma, světlo, tma                                        | |
| 1989    |                                                       | Flora                                                   | |
| 1989    | Autorretrats animats                                  |                                                         | Per a 27 cineastes                                                                                             |
| 1990    | La mort de l'Estalinisme a Bohemia                    | Konec stalinismu v Čechách                              | |
| 1992    | Menjar                                                | Jídlo                                                   | |

### Col·laboracions en animacions d'altres directors
| Any  | Títol en català                   | Títol original              | Director       |
| ---- | --------------------------------- | --------------------------- | -------------- |
| 1978 | Sopar per Adela                   | Adéla ještě nevečeřela      | Oldřich Lipský |
| 1981 | El Castell misteriós dels Carpats | Tajemství hradu v Karpatech | Oldřich Lipský |
| 1982 |                                   | Upír z Feratu               | Juraj Herz     |
| 1983 | Visitants                         | Návštěvníci                 | Jindřich Polák |
| 1984 | Tres veterans                     | Tři veteráni                | Oldřich Lipský |

## Llibres
- Jan Švankmajer, Touching and Imagining: An Introduction to Tactile Art, I.B.Tauris, 2014, 9781780761473.
- Jan Švankmajer,Para ver, cierra los ojos. Ed.Pepitas de Calabaza, Logroño, 2012. Trad. de Eugenio Castro, Silvia Guiard y Roman Dergam. ISBN 978-84-939437-4-5
- METAMORFOSIS. Las Visiones Fantásticas de Starewitch, Švankmajer y Los Hermanos Quay. La Casa Encendida. 2014. Varios Autores. [[Especial:FuentesDeLibros/9788461688715|ISBN 978-84-616-8871-5]]

## Distincions

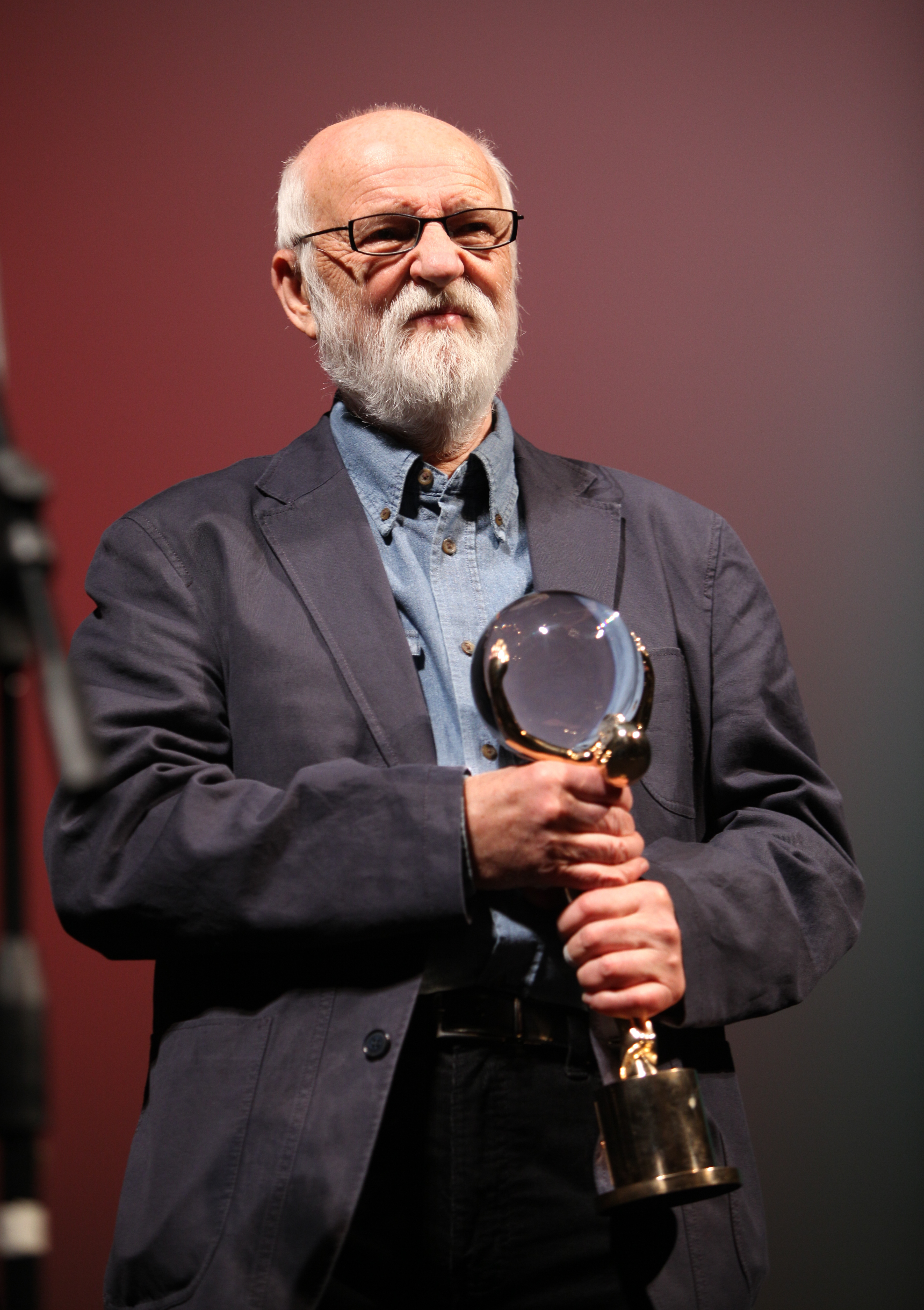
Jan Švankmajer amb el Křišťálový glóbus l'any 2009 al Festival Internacional de Cinema de Karlovy Vary

| Festival o Institució                                   | Any  | Premi                                                                                               | Pel·lícula                                           | Resultat  |
| ------------------------------------------------------- | ---- | --------------------------------------------------------------------------------------------------- | ---------------------------------------------------- | --------- |
| American Cinema Foundation, EUA                         | 2001 | Premi Llibertat Andrzej Wajda                                                                       |                                                      | Guanyador |
| Festival Internacional de Cinema Animat d'Annecy        | 1987 | Premi a la millor pel·lícula                                                                        | Neco z Alenky (1988)                                 | Guanyador |
| Festival Internacional de Cinema Animat d'Annecy        | 1983 | Grand Prix                                                                                          | Moznosti dialogu (1983)                              | Guanyador |
| Festival Internacional de Cinema de Berlín              | 1990 | Menció honorífica. Millor Curtmetratge                                                              | Tma/Svetlo/Tma (1990)                                | Guanyador |
| Festival Internacional de Cinema de Berlín              | 1983 | Os d'Or al millor curtmetratge                                                                      | Moznosti dialogu (1983)                              | Guanyador |
| Festival Internacional de Cinema de Berlín              | 1983 | menció honorífica premi C.I.D.A.L.C.                                                                | Moznosti dialogu (1983)                              | Guanyador |
| Festival Internacional de Cinema de Bratislava          | 2010 | Premi a l'excelència artística                                                                      |                                                      | Guanyador |
| Festival de Canes                                       | 1989 | Palma d'Or al millor curtmetratge                                                                   | Muzné hry (1988)                                     | Nominat   |
| Festival de Canes                                       | 1974 | Palma d'Or al millor curtmetratge                                                                   | Leonarduv denik (1972)                               | Nominat   |
| Festival de Canes                                       | 1965 | Palma d'Or al millor curtmetratge                                                                   | Johann Sebastian Bach: Fantasia G-bemoll (1965)      | Guanyador |
| Festival de Canes                                       | 1965 | Premi del Jurat                                                                                     | Johann Sebastian Bach: Fantasia G-bemoll (1965)      | Guanyador |
| Cinanima                                                | 1989 | Grand Prize                                                                                         | Tma/Svetlo/Tma (1990)                                | Guanyador |
| Festival de Cinema de Cracòvia                          | 2001 | Premi honorífic Dragó de Dragons                                                                    |                                                      | Guanyador |
| Festival de Cinema de Cracòvia                          | 1990 | Premi especial del jurat                                                                            | Tma/Svetlo/Tma (1990)                                | Guanyador |
| Festival de Cinema de Cracòvia                          | 1990 | Menció especial. Competició internacional. Compartit amb Candy Kugel i Osamu Tezuka                 | Autorretrats animats' (1989)                         | Guanyador |
| Festival de Cinema de Cracòvia                          | 1984 | Premi Don Quixote                                                                                   | Kyvadlo, jáma a nadeje (1984)                        | Guanyador |
| Festival de Cinema de Cracòvia                          | 1982 | Premi especial del Jurat i Premi Don Quixote                                                        | Zánik domu Usheru (1982)                             | Guanyador |
| Premis Txecs de la Crítica                              | 2002 | Premi Kristian. Millor pel·lícula (Nejlepsí Hraný Film Roku).                                       | Otesánek (2000)                                      | Guanyador |
| Premis Txecs de la Crítica                              | 1995 | Premi Kristian. Millor pel·lícula animada.(Nejlepsí Animovaný Snímek Roku)                          | Faust (1994)                                         | Guanyador |
| Lleons Txecs                                            | 2011 | Lleó Txec a la millor direcció artística (Nejlepsí výtvarné resení)                                 | Prezít svuj zivot (teorie a praxe) (2010)            | Guanyador |
| Lleons Txecs                                            | 2011 | Lleó Txec al millor director (Nejlepsí rezie)                                                       | Prezít svuj zivot (teorie a praxe) (2010)            | Nominat   |
| Lleons Txecs                                            | 2006 | Premis de la Crítica                                                                                | Sílení (2005)                                        | Nominat   |
| Lleons Txecs                                            | 2002 | Lleó Txec a la millor direcció artística (Nejlepsí výtvarné resení) compartit amb Eva Svankmajerová | Otesánek (2000)                                      | Guanyador |
| Lleons Txecs                                            | 2002 | Lleó Txec al millor director(Nejlepsí rezie), millor Guió i Premi de la Crítica                     | Otesánek (2000)                                      | Nominat   |
| Lleons Txecs                                            | 1997 | Lleó Txec Millor disseny (Nejlepsí výtvarný pocin) compartit amb Eva Svankmajerová                  | Spiklenci slasti (1996)                              | Nominat   |
| Lleons Txecs                                            | 1995 | Lleó Txec Millor disseny (Nejlepsí výtvarný pocin) compartit amb Eva Svankmajerová                  | Faust (1994)                                         | Guanyador |
| Lleons Txecs                                            | 1995 | Lleó Txec al millor director i millor guió (Nejlepsí rezie)                                         | Faust (1994)                                         | Nominat   |
| Fantasporto                                             | 1995 | Premi Internacional de Cinema Fantàstic. Millors efectes especials                                  | Faust (1994)                                         | Guanyador |
| Fantasporto                                             | 1995 | Premi Internacional de Cinema Fantàstic, millor pel·lícula                                          | Faust (1994)                                         | Nominat   |
| Fantasporto                                             | 1989 | Premi Internacional de Cinema Fantàstic, millor pel·lícula                                          | Neco z Alenky (1988)                                 | Nominat   |
| Fantasporto                                             | 1985 | Menció especial del la crítica                                                                      | Kyvadlo, jáma a nadeje (1984)                        | Guanyador |
| Festival Internacional de Cinema de Karlovy Vary        | 2009 | Premi Especial per l'Extraordinària Contribució al Món del Cinema                                   |                                                      | Guanyador |
| Festival Internacional de Cinema de Karlovy Vary        | 1994 | Premi Especial del Jurat i Crystal Globe                                                            | Faust (1994) junt amb Przypadek Pekosinskiego (1993) | Guanyador |
| Locarno International Film Festival                     | 1996 | Lleopard d'Or                                                                                       | Spiklenci slasti (1996)                              | Nominat   |
| Festival Internacional de Cinema de Mannheim-Heidelberg | 1966 | Premi Josef von Sternberg                                                                           | Rakvickarna (1968)                                   | Guanyador |
| Montréal World Film Festival                            | 1984 | Premi del Jurat (Curtmetratges)                                                                     | Kyvadlo, jáma a nadeje (1984)                        | Guanyador |
| Pilsen Film Festival                                    | 2006 | Menció especial i Premi del Jurat d'estudiants. Millor pel·lícula.                                  | Sílení (2005)                                        | Guanyador |
| Pilsen Film Festival                                    | 2001 | Golden Kingfisher i Menció especial Don Quixote                                                     | Otesánek (2000) amb Mons paral·lels (2001).          | Guanyador |
| San Francisco International Film Festival               | 1997 | Premi Golden Gate Persistence of Vision                                                             |                                                      | Guanyador |
| Zagreb World Festival of Animated Films                 | 2000 | Premi a la trajectòria                                                                              |                                                      | Guanyador |
|                                                         |      | |                                                      |           |